# Othreis divitiosa
Othreis divitiosa är en fjärilsart som beskrevs av Walker 1873. Othreis divitiosa ingår i släktet Othreis och familjen nattflyn. Inga underarter finns listade i Catalogue of Life.